# Goniastrea thecata
Goniastrea thecata is een rifkoralensoort uit de familie van de Merulinidae. De wetenschappelijke naam van de soort is voor het eerst geldig gepubliceerd in 2002 door Veron, DeVantier & Turak.